# Oranjestad (Sint Eustatius)
Oranjestad è il capoluogo dell'isola di Sint Eustatius, municipalità speciale d'oltremare dei Paesi Bassi.
Oranjestad venne fondata dai coloni olandesi nel '600, inoltre a Oranjestad si installò una colonia di ebrei olandesi e venne aperta una sinagoga e un cimitero ebraico.
A Kerkstraat, la strada principale è visibile il Gezaghebber Huis (Casa del Luogotenente Governatore) costruita sullo stile caraibico come residenza del governatore olandese dell'isola.

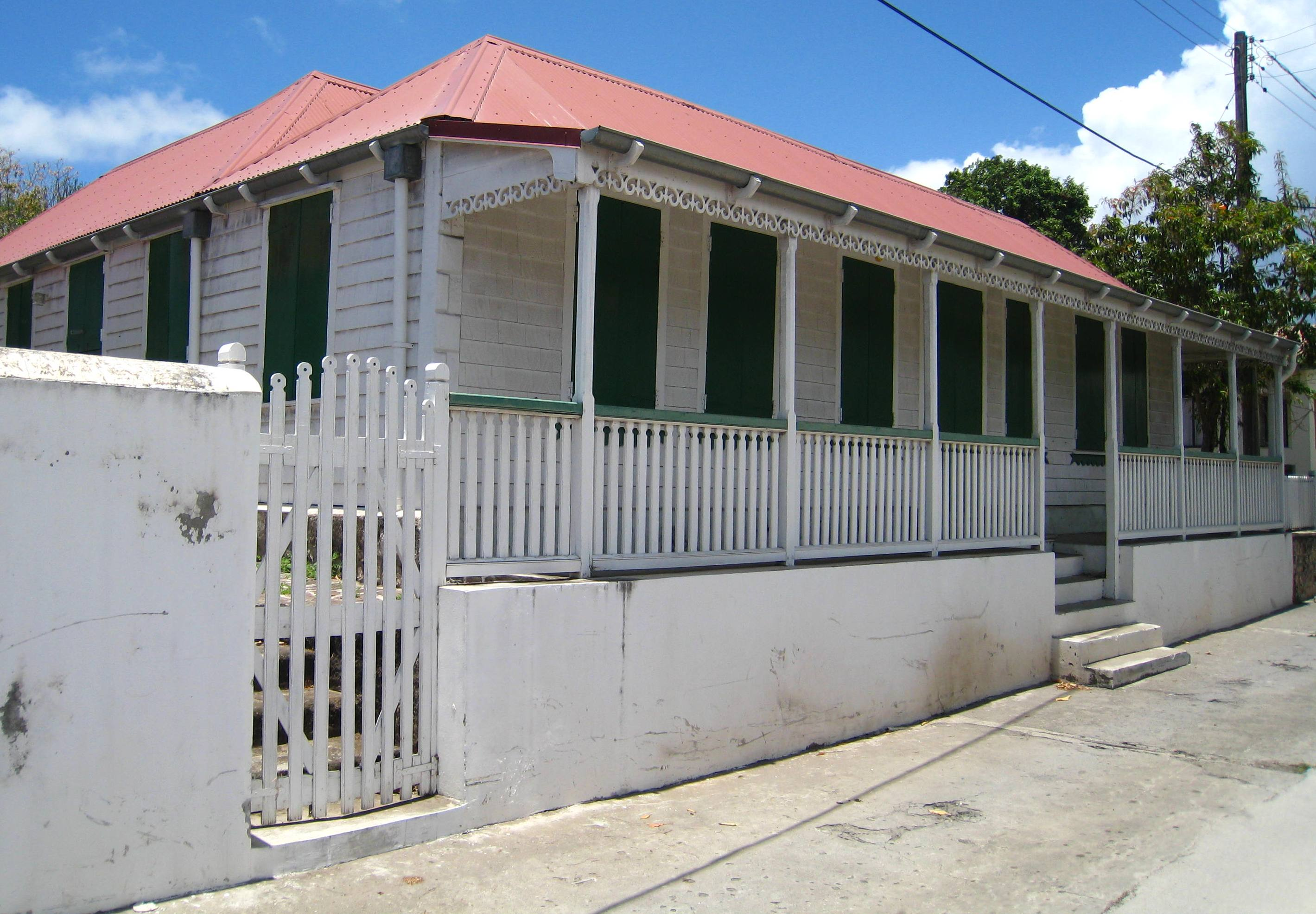
La 'Gezaghebber House' che si trova in Kerkstraat